# Jean-Christophe Lafaille
Jean-Christophe Lafaille (ur. 31 marca 1965 w Gap, Francja, zaginął w styczniu 2006 pod Makalu) – francuski himalaista.
Miał na swoim koncie 11 wejść na ośmiotysięczniki, w tym pięć solowych:
- 1993 – Czo Oju
- 1994 – Sziszapangma – solo
- 1996 – Gaszerbrum II i Gaszerbrum I – solo
- 1997 – Lhotse
- 1998 – Annapurna
- 2000 – Manaslu – solo
- 2001 – K2
- 2002 – Annapurna
- 2003 – Dhaulagiri – solo, bez tlenu
- 2003 – Nanga Parbat
- 2003 – Broad Peak
- 2004 – Sziszapangma – 11 grudnia, solo

Zaginął pod koniec stycznia 2006 roku podczas próby pierwszego zimowego wejścia na Makalu. Ostatni kontakt nawiązał z żoną za pomocą telefonu satelitarnego 26 stycznia z obozu na wysokości około 7600 metrów. Patrolowy lot śmigłowca 31 stycznia pomimo dobrej pogody nie ujawnił żadnych śladów w okolicy namiotu.